# 黑花蝇子草
黑花蝇子草（学名：Silene melanantha）是石竹科蝇子草属的植物，为中国的特有植物。分布于中国大陆的云南等地，生长于海拔2,800米至4,150米的地区，多生在草地，目前尚未由人工引种栽培。

## 别名
黑花女娄菜（拉汉种子植物名称）